# Prva Velika loža Francuske
Velika loža Francuske (fran. Grande Loge de France) izvorna je slobodnozidarska velika loža u Kraljevini Francuskoj. Djelovala je između 1737. i 1773. kada se transformirala u Veliki orijent Francuske.
Godine 1894. uspostavljena je moderna Velika loža Francuske koja je aktivna do današnjih dana.

## Povijest
Iako se naziv Velika loža Francuske prvi put pojavljuje tek 14. svibnja 1737., francuski su slobodni zidari još 1728. godine odlučili priznati jednog "velikog meštra slobodnih zidara u Francuskoj" u osobi Philipa, vojvode od Whartona, koji je boravio u Parizu i Lyonu od 1728. do 1729., a već je 1723. godine bio veliki majstor Velike lože Londona. Nakon njega, i prije nego što je utemeljena neka francuska velika loža, postojala su još najmanje dva velika meštra u Francuskoj: jakobiti James Hector MacLean te Charles Radclyffe, grof od Derwentwatera, koji je 27. prosinca 1736. izabran za "velikog meštra Reda slobodnih zidara u Kraljevini Francuskoj".
Andersonove Konstitucije iz 1738. godine navode postojanje velikih meštara i loža u Francuskoj, stavljajući ih u ravnopravan položaj s onima u Yorku, Irskoj, Škotskoj i Italiji, iako iz formulacije nije moguće sa sigurnošću zaključiti o postojanju istinski nacionalne velike lože u Francuskoj. Za razliku od Francuske, u to su vrijeme Velika loža Irske i Velika loža Škotske bile neovisne o londonskoj:
U prosincu 1736., vitez Ramsay imao je značajan govor u kojem razvija ideju o viteškom podrijetlu slobodnog zidarstva. Ta će ideja kasnije znatno utjecati na oblikovanje mnogobrojnih visokih stupnjeva u Francuskoj tijekom razdoblja od 1740. do 1770. godine.
Nekoliko godina kasnije, Francuz Louis de Pardaillan de Gondrin, II. vojvoda od Antina, izabran je za "velikog i doživotnog općeg meštra zidara u Kraljevini Francuskoj". Točan datum njegova izbora predmet je rasprava: neki povjesničari ga smještaju u 1738., a drugi u 1740. godinu. Razni autori taj događaj smatraju trenutkom osnutka Velike lože Francuske, iako se naziv u tom obliku, koji se kratko javlja 1737., više ne pojavljuje sve do 1756. godine.
Dana 11. prosinca 1743., nakon smrti vojvode od Antina, Luj Burbonski, grof od Clermonta, pripadnik kraljevske krvi i budući član Francuske akademije, izabran je od strane skupštine šesnaest majstora za "velikog meštra svih regularnih loža Francuske". Istoga dana usvojene su "opće uredbe" u dvadeset točaka, od kojih posljednja po prvi put u Francuskoj spominje postojanje stupnja koji se predstavlja kao viši od prva tri, i pritom ga osuđuje sljedećim riječima:
Izraz "velika loža" u ovom tekstu čini se da se odnosi više na skupštinu koja je usvojila te opće uredbe nego na trajnu veliku ložu. Što se tiče četvrtog stupnja, ta se velika loža pogrešno informirala, jer su povjesničari naknadno dokazali da on ne potječe iz Škotske, gdje u to vrijeme nije bio poznat, već iz Engleske — kao i treći stupanj koji mu je neposredno prethodio — gdje se već oko 1733. nazivao škotski majstor (Scotch Mason, Scots Master Mason i Scots Master).
Tijekom narednih godina u Francuskoj nastaje velik broj takozvanih "škotskih" visokih stupnjeva, koji postižu veliki uspjeh, osobito u Bordeauxu, Lyonu i Marseilleu. Velika loža Francuske nije pridonijela tom razvoju, ali ga na kraju priznaje — pravilnikom od 4. srpnja 1755. dodjeljuje određene povlastice nositeljima stupnja "škotskog majstora".
Godine 1756. ponovno se pojavljuje naziv Velika loža Francuske, i to u konstituciji lyonske Lože "Savršeno prijateljstvo" (Loge La Parfaite Amitié):
Struktura koja se tako naziva još uvijek nije u punom smislu riječi nacionalna velika loža, već prije "Velika loža regularnih majstora Pariza, zvana Francuska", odnosno loža "Velikog meštra svih loža Francuske", čije su odluke vrijedile za dvadesetak loža u Parizu, a pokrajinske su ih lože prihvaćale u različitoj mjeri. Činili su je majstori loža iz Pariza, kojima bi se povremeno pridružili i neki majstori iz pokrajinksih loža, ovisno o njihovim kretanjima. Te starješine nisu bili birani; svoj su autoritet crpili iz patenata, a najčešće su bili i osnivači loža kojima su predsjedali. Ako su bili plemići ili imućni građani, sami su osiguravali prostorije i upravljali logistikom. Zbog toga se autoritet Velike lože Francuske nije mogao nedvojbeno proširiti na čitavu Kraljevinu, kao što je slučaj s današnjim nadležnostima. Primjerice, 1760. godine, na poticaj Jean-Baptistea Willermoza, u Lyonu nastaje "Velika loža regularnih majstora Lyona", a Loža "Parfaite Loge d’Écosse", koju je Etienne Morin osnovao 1745. u Bordeauxu, pariška loža naziva "Velika škotska loža Bordeauxa".
Od 1760. Velika loža suočava se s nizom raskola, koji se nakratko prekidaju između 1763. i 1766., ali zatim nastavljaju i kulminiraju 1773. godine, dvije godine nakon smrti velikog majstora, grofa od Clermonta. Tada dolazi do preobrazbe prve Velike lože u nacionalnu veliku ložu – većinsku, aristokratsku i snažno centraliziranu – koja preuzima naziv Veliki orijent Francuske i za velikog majstora imenuje se Louis-Philippe II., vojvoda Orléanski. Pod vodstvom vojvode od Luxembourga, zamjenika velikog majstora, usvajaju se brojne reforme: uvođenje izbora za čelnike loža, isključenje osoba "rođenih u podložnom staležu" te zabrana održavanja sastanaka loža kod gostioničara ili u profanim prostorima.
Nakon te transformacije, osniva se Velika loža Clermonta (nazvana po preminulom velikom majstoru iz 1771.), znatno manje aristokratskog usmjerenja, koja okuplja dio pariških majstora i pedesetak pokrajinskih loža koje su im ostale vjerne.  Ona zadržava raniju praksu, posebno neizmjenjivost starješina loža i prodaju dužnosti, ali nema stvarnu snagu suprotstaviti se moći Velikog orijenta, koji će do siječnja 1777. uspjeti ujediniti i većinu isprva nevoljkih loža.
Francuska revolucija prisilila je Veliku ložu Clermonta da u studenom 1792. obustavi svoj rad. Kada je ponovno počela djelovati nakon razdoblja Terora, 17. listopada 1796., brojila je samo deset loža u Parizu i osam u provinciji. S druge strane, Veliki orijent, koji se sastao 24. veljače 1797., nije bio u boljoj situaciji — i on je imao tek sličan broj aktivnih loža, iako ih je uoči Revolucije bilo više od 600. Alexandre Roëttiers de Montaleau, pod titulom veliki časni, bio je ključna figura u procesu ujedinjenja Velike lože Clermonta s Velikim orijentom. To je formalizirano konkordatom o integraciji potpisanim 10. lipnja 1799.,  kojim je Veliki orijent mogao sebe proglasiti "jedinim i pravim nasljednikom Velike lože Engleske u Francuskoj". Konkordat je predviđao i konačno ukidanje neizmjenjivosti časničkih dužnosti, ali je dopuštao da časnici loža koji još nisu odustali od te povlastice zadrže vodstvo svoje lože još najviše devet godina.

## Ustroj

### Uprava
Slobodnim zidarstvom u Francuskoj upravljao je veliki majstor (fran. Grand-maître), i to su bili:
- Philip, vojvode od Whartona (1728. – 1729.)
- James Hector MacLean (1735. – 1736.)
- Charles Radclyffe, III. grof od Derwentwatera (1736. – 1738.)
- Louis de Pardaillan de Gondrin, II. vojvoda od Antina (1738. – 1743.)
- Luj Burbonski, grof od Clermonta (1743. – 1771.)